# Grades de l'Armée suisse
Le présent article fournit la liste des grades de l'Armée suisse.

## Troupe
| Insigne de grade | Insigne de grade     | Nom                      | Nom                   | Nom                       | Description |
| Tenue A          | Tenue B              | Français                 | Allemand              | Italien                   | Description |
| ---------------- | -------------------- | ------------------------ | --------------------- | ------------------------- | --- |
| Pas d'insigne    | Pas d'insigne        | Recrue (recr)            | Rekrut (Rekr)         | Recluta (recl)            | Grade initial lors de l'entrée d'un conscrit à l'école de recrues. Après 12 semaines, la recrue est promue au grade de soldat. |
|                  | OR-1a - Soldat       | Soldat (sdt)             | Soldat (Sdt)          | Soldato (sdt)             | |
|                  | OR-2 - Appointé      | Appointé (app)           | Gefreiter (Gfr)       | Appuntato (app)           | Promotion possible après deux cours de répétition. |
|                  | OR-3 - Appointé-Chef | Appointé-chef (app chef) | Obergefreiter (Obgfr) | Appuntato capo (app capo) | Grade supprimé au 1er janvier 2018; auparavant grade obtenu à la fin de l'école de sous-officier, avant le stage pratique pour devenir sergent. Appointé devenant app chef durant un cours de répétition, il pouvait alors être chef de groupe. |

## Sous-officiers

### Sous-officiers subalternes
| Insigne de grade | Insigne de grade    | Nom                     | Nom                     | Nom                      | Description |
| Tenue A          | Tenue B             | Français                | Allemand                | Italien                  | Description |
| ---------------- | ------------------- | ----------------------- | ----------------------- | ------------------------ | --- |
|                  | OR-4 - Caporal      | Caporal (cpl)           | Korporal (Kpl)          | Caporale (cpl)           | Avant 2004, chef de groupe; depuis 2004 sous-officier spécialisé; plus attribué depuis 2018.                                 |
|                  | OR-5 - Sergent      | Sergent (sgt)           | Wachtmeister (Wm)       | Sergente (sgt)           | Chef de groupe ; avant 2004, remplaçant du chef de section ou du sergent-major d'unité.                                      |
|                  | OR-6 - Sergent-chef | Sergent-chef (sgt chef) | Oberwachtmeister (Obwm) | Sergente capo (sgt capo) | Chef de groupe expérimenté ou remplaçant du chef de section en CR ; avant 2018, aspirant officier durant son stage pratique. |

### Sous-officiers supérieurs
| Insigne de grade | Insigne de grade              | Nom                              | Nom                              | Nom                                  | Description |
| Tenue A          | Tenue B                       | Français                         | Allemand                         | Italien                              | Description |
| ---------------- | ----------------------------- | -------------------------------- | -------------------------------- | ------------------------------------ | --- |
|                  | OR-6 - Sergent-major          | Sergent-major (sgtm)             | Feldweibel (Fw)                  | Sergente maggiore (sgtm)             | Sous-officier technique (p.ex. chef d'atelier).                                                                                           |
|                  | OR-7a - Fourrier              | Fourrier (four)                  | Fourier (Four)                   | Furiere (four)                       | Responsable des cantonnements, de la subsistance, de la comptabilité et de la solde.                                                      |
|                  | OR-7b - Sergent-major chef    | Sergent-major chef (sgtm chef)   | Hauptfeldweibel (Hptfw)          | Sergente maggiore capo (sgtm capo)   | Responsable du service intérieur, de l'organisation des cantonnements et du ravitaillement de l'unité.                                    |
|                  | OR-8 - Adjudant sous-officier | Adjudant sous-officier (adj sof) | Adjutant Unteroffizier (Adj Uof) | Aiutante sottufficiale (aiut suff)   | Chef d'une section logistique ou instructeur dans une école de sous-officiers.                                                            |
|                  | OR-9a - Adjudant d'état-major | Adjudant d'état-major (adj EM)   | Stabsadjutant (Stabsadj)         | Aiutante di stato maggiore (aiut SM) | Sous-officier incorporé dans l'état-major d'un bataillon ou instructeur chef de classe dans une école de sous-officiers.                  |
|                  | OR-9b - Adjudant-major        | Adjudant-major (adj maj)         | Hauptadjutant (Hptadj)           | Aiutante maggiore (aiut magg)        | Sous-officier incorporé dans l'état-major d'une brigade.                                                                                  |
|                  | OR-9c - Adjudant-chef         | Adjudant-chef (adj chef)         | Chefadjutant (Chefadj)           | Aiutante capo (aiut capo)            | Sous-officier incorporé dans l'état-major d'une division territoriale, des forces terrestres, des forces aériennes ou du chef de l'Armée. |

## Officiers

### Officiers subalternes et capitaines
| Insigne de grade | Insigne de grade           | Nom                      | Nom                 | Nom                   | Description |
| Tenue A          | Tenue B                    | Français                 | Allemand            | Italien               | Description |
| ---------------- | -------------------------- | ------------------------ | ------------------- | --------------------- | --- |
|                  | OF-1a - Lieutenant         | Lieutenant (lt)          | Leutnant (Lt)       | Tenente (ten)         | Chef de section, environ 30 militaires. |
|                  | OF-1b - Premier-Lieutenant | Premier-lieutenant (plt) | Oberleutnant (Oblt) | Primo tenente (I ten) | Chef de section expérimenté, peut être remplaçant du commandant de compagnie en CR ; aspirant commandant de compagnie en paiement de gallon dans les ER.                |
|                  | OF-2 - Capitaine           | Capitaine (cap)          | Hauptmann (Hptm)    | Capitano (cap)        | Commandant d'une compagnie; aux officiers travaillant d’un état-major de corps de troupe; grade en outre attribué aux aumôniers de l'Armée et aux juges d’instructions. |

### Officiers supérieurs et spécialistes
| Insigne de grade | Insigne de grade              | Nom                            | Nom                       | Nom                              | Description |
| Tenue A          | Tenue B                       | Français                       | Allemand                  | Italien                          | Description |
| ---------------- | ----------------------------- | ------------------------------ | ------------------------- | -------------------------------- | --- |
|                  | OF-3 - Major                  | Major (maj)                    | Major (Maj)               | Maggiore (magg)                  | En principe officier de l'état-major d'un bataillon ou remplaçant du commandant de bataillon. |
|                  | OF-4 - Lieutenant-Colonel     | Lieutenant-colonel (lt col)    | Oberstleutnant (Oberstlt) | Tenente colonnello (ten col)     | Commandant d'un bataillon, environ 1 000 hommes, ou responsable d'un domaine de base de conduite au sein de l'état-major d'une brigade. |
|                  | OF-5a - Colonel               | Colonel (col)                  | Oberst (Oberst)           | Colonnello (col)                 | Remplaçant du commandant d'une brigade ou commandant d’une base aérienne, d’une formation aviation ou commandant d'une école de recrues. |
|                  | OF1a-5 - Officier Spécialiste | Officier spécialiste (of spéc) | Fachoffizier (Fachof)     | Ufficiale specialista (uff spec) | Grade attribué aux sous-officiers et à la troupe lorsqu'ils se voient attribuer une fonction technique particulière correspondante à un grade d'officier subalterne ou d'officier supérieur. (p. ex. officier de presse et d'information "PIO" ; médecin ; engagement à l'étranger dans le centre de compétence Swissint (en)). |

### Officiers généraux
| Insigne de grade | Insigne de grade | Insigne de grade | Nom                         | Nom                    | Nom                         | Description |
| Tenue A          | Tenue B          | Képi             | Français                    | Allemand               | Italien                     | Description |
| ---------------- | ---------------- | ---------------- | --------------------------- | ---------------------- | --------------------------- | --- |
|                  |                  |                  | Brigadier (br)              | Brigadier (Br)         | Brigadiere (br)             | Commandant d'une brigade ou d'une formation d'application.                                                                                 |
|                  |                  |                  | Divisionnaire (div)         | Divisionär (Div)       | Divisionario (div)          | Commandant d'une division territoriale, chef de l'État-Major de l'armée.                                                                   |
|                  |                  |                  | Commandant de corps (cdt C) | Korpskommandant (KKdt) | Comandante di corpo (cdt C) | Chef de l'armée ; chef d'un corps d'armée (commandement de l'instruction ; commandement des opérations) ; attaché de défense à Washington. |

### Général
| Insigne de grade | Insigne de grade | Insigne de grade | Nom           | Nom           | Nom            | Description                                                                                                 |
| Tenue A          | Tenue B          | Képi             | Français      | Allemand      | Italien        | Description                                                                                                 |
| ---------------- | ---------------- | ---------------- | ------------- | ------------- | -------------- | --- |
|                  |                  |                  | Général (gen) | General (Gen) | Generale (gen) | Commandant en chef des forces armées suisses, nommé uniquement en temps de guerre par l'Assemblée fédérale. |

## Couleurs
Chaque arme possède ses propres couleurs, visibles en général sur le blason d’école ou d’unité, et sur les palettes d’épaule de la tenue A.
| Couleur | Couleur        | Arme                                  |
| ------- | -------------- | ------------------------------------- |
|         | Noir           | EMG, génie, aumônerie                 |
|         | Vert           | Infanterie, sûreté, musique militaire |
|         | Jaune          | Troupes blindées                      |
|         | Rouge          | Artillerie                            |
|         | Bleu foncé     | Forces aériennes                      |
|         | Gris clair     | Aide au commandement                  |
|         | Bleu royal     | Sanitaires et croix-rouge             |
|         | Rouge foncé    | Sauvetage                             |
|         | Lie de vin     | Logistique                            |
|         | Orange         | Service territorial                   |
|         | Gris           | Police militaire                      |
|         | Sable          | Forces spéciales                      |
|         | Violet         | Justice militaire                     |
|         | Jaune moutarde | Défense NBC                           |
|         | Bleu clair     | Promotion de la paix                  |

## Généralités

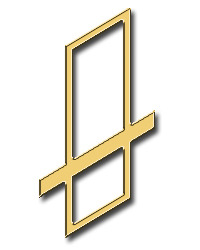
L’ancien insigne de lieutenant, en métal.

Les insignes en métal des tenues de camouflages d'Armée 95 ont été remplacés par des insignes en tissu avec velcro le 1er janvier 2006,.
Les militaires qui ont été libérés de leurs obligations militaires peuvent continuer à porter leur dernier grade avec la mention « libéré du service » ou « lib », par exemple « premier-lieutenant lib ».